# Pentedattilo
Pentedattilo (en italien : Pentidattilo ; dans le dialecte grec calabrais : Πενταδάκτυλο / Pentadàktilo) est une ville fantôme de Calabre, région du sud de l'Italie, administrativement, une frazione de Melito di Porto Salvo. Jusqu'en 1811, avant l'unification de l'Italie, elle était une commune autonome.

## Géographie
Pentedattilo est situé à 250 m d'altitude, sur le mont Calvario, une montagne dont les formes ressemblait autrefois à celle des cinq doigts de la main (d'où le nom, du grec penta + daktylos , qui signifie « cinq doigts »).

## Histoire
La ville a été fondée comme colonie grecque de la ville de Chalcis, en 640 av. J.-C. Centre commercial florissant au cours des époques de la Grande-Grèce et romaine, son activité diminue au cours de la domination Byzantine, quand elle est saccagée, en particulier par les Sarrasins.
Au XIIe siècle, elle est conquise par les Normands, et avec Capo d'Armi, Condofuri et Montebello Ionico, devient partie du fief baronal de la famille Abenavoli. Ceux-ci ont été remplacés par les Francoperta, originaires de Reggio de Calabre, puis chronologiquement par les Alberti, jusqu'en 1760, les Clément et les Ramirez (1823). 
La ville a été gravement endommagée par un tremblement de terre en 1783, qui a causé la migration d'une grande partie de la population vers Melito di Porto Salvo. La ville est restée totalement inhabitée depuis le milieu des années 1960 aux années 1980, quand elle a été partiellement restaurée et repeuplée par des volontaires provenant de toute l'Europe.